# Seacliff
Pour les articles homonymes, voir Sea Cliff.
Seacliff est une petite localité située au nord de Dunedin, dans la région d’Otago  dans l’Île du Sud de la Nouvelle-Zélande .

## Situation
Le village siège grossièrement à mi-chemin entre l’estuaire de la baie de Blueskin (en) et l’embouchure du fleuve Waikouaiti, au niveau de la ville de Waikouaiti, sur les pentes est de la chaîne de colline de Kilmog. 
La route côtière, qui est l’ancienne route nord de Dunedin, et la ligne principale de l’île du sud (en), qui passent à travers le village.

## Histoire

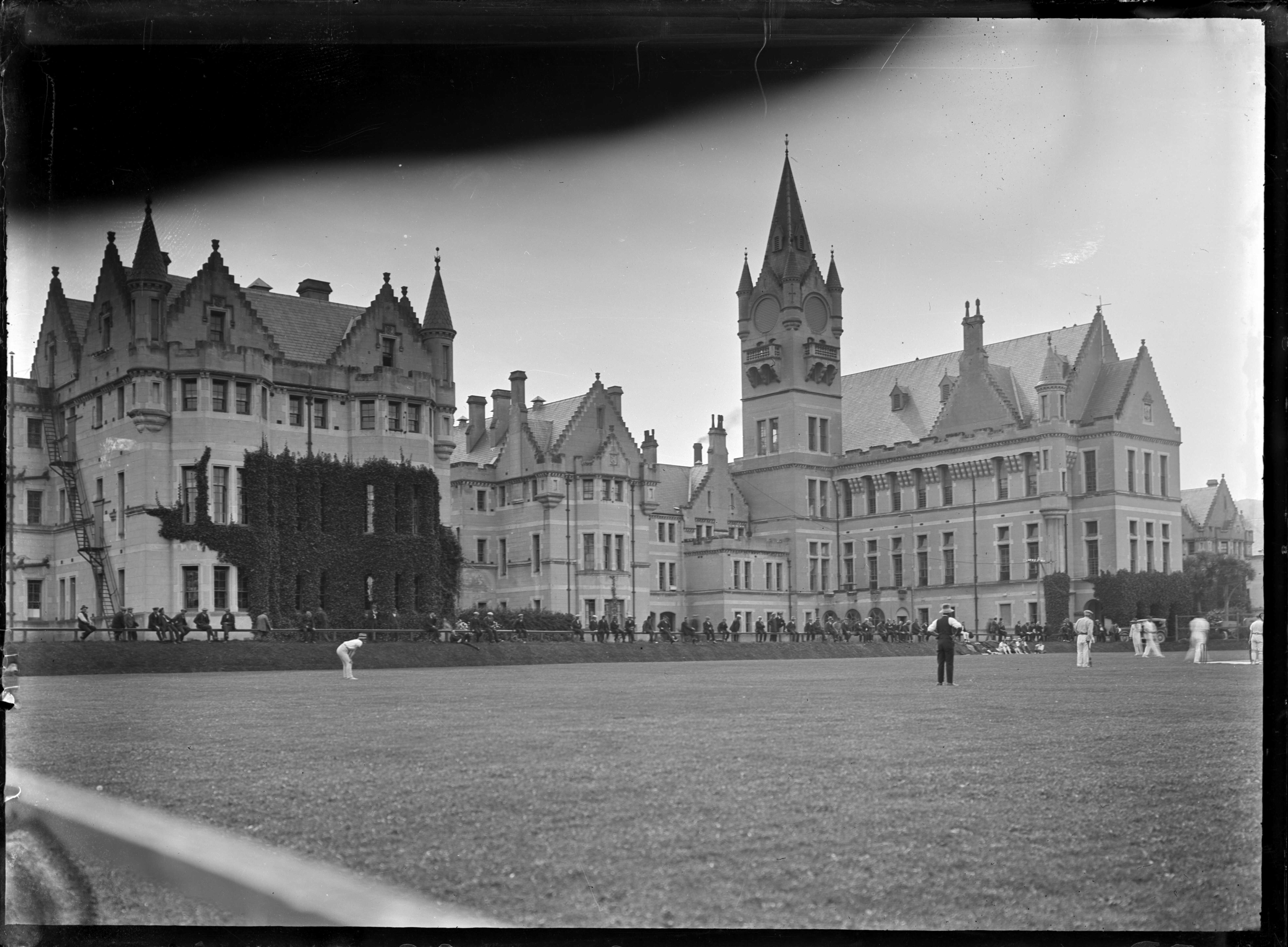
Vue de l’hôpital psychiatrique de Seacliff vers 1926

Seacliff est le site de l’ancien Seacliff Lunatic Asylum (en), un hôpital psychiatrique, construit à la fin du XIXe siècle et qui fut pendant de nombreuses années le bâtiment public le plus important du pays. 
L’hôpital fut conçu par l’architecte Robert Lawson et géré pendant plusieurs années par Sir Frederic Truby King (en), qui fonda aussi la société plunket de Nouvelle-Zélande.
Janet Frame fut la plus connue parmi les nombreux patients de l’hôpital psychiatrique.
Une plaque commémorative, apposée sur un magnolia, rappelle les années que Janet Frame passa au «Seacliff Lunatic Asylum». 
En 1942, juste avant la première admission de  Janet Frame, l’hôpital psychiatrique fut le site de l’un des principaux désastres de la nation, quand un incendie majeur embrasa le cinquième des salles de soins, entraînant la mort de 37 patientes parmi les 39 femmes  résidentes, qui restèrent enfermées dans leurs cellules.
Le « Seacliff Lunatic Asylum » fut longtemps affecté par les conséquences structurelles du fait de la pauvreté de sa fondation, ce qui contribua finalement à sa relocation au niveau de Hawksbury. 
Le reste du bâtiment fut proposé pour y faire un " musée des transports et des technologies", mais après plusieurs années nécessaires pour l’acquisition du terrain dans ce but, le projet ne fut jamais réalisé.
Plusieurs expositions planifiées pour le musée, furent en conséquence relocalisées au niveau du musée de la colonisation d’Otago (en) de Dunedin, bien que certaines voitures de l’ancien système de tramway à câbles de Dunedin (en) soient restées sur le site de l’hôpital. 
Le secteur est maintenant une réserve naturelle destinée aux loisirs et dénommée: la «Réserve Sir Frederic Truby King», bien que les restes des bâtiments soient encore une partie d’un hôtel privé formant un centre de travail.
Les rues de la ville de Seacliff comprennent en particulier ‘Kilgour Street’ (la rue principale qui traverse tout le village), ‘Palmer Street’, la route côtière et ‘Russell Road’, qui mène à la Réserve. «Truby King» 
Une des prétentions à la célébrité de Seacliff, est la victoire de la ville à la finale inaugurale du championnat de football de Nouvelle-Zélande, une compétition, qui eut lieu en 1923 dans le cadre de la coupe Chaltham 1923 (en), où les sportifs locaux battirent le YMCA de Wellington par 4 buts à zéro.

## Seacliff actuellement
La ville de Seacliff est habitée par diverses familles, dont plusieurs font le trajet quotidien vers Dunedin pour le travail ou pour l’école et une équipe d’artistes, qui ont pris des studios dans le village.